# Line Haugsted
Line Haugsted (Skive, 1994. november 11. –) kétszeres világbajnoki bronzérmes, olimpiai bronzérmes és BL-győztes dán válogatott kézilabdázó, balátlövő, védőjátékos, a Team Esbjerg játékosa.

## Pályafutása
Line Haugsted szülővárosának csapatában, a Skive fH-nál kezdett kézilabdázni. 2010-ben igazolt az FC Midtjylland Håndboldhoz, amellyel megnyerte a 2012-es U18-as dán bajnokságot. 2012-ben visszatért a Skive fH-hoz. 2015-ben igazolt az Odense Håndboldhoz, amellyel bemutatkozhatott az EHF-kupában, 6 mérkőzésen 34 gólt szerezve. A következő szezonban már a Viborg HK csapatában játszott. 
2022-ig összesen ötször szerepelt az EHF-kupában, illetve az EHF-Európa-ligában, legeredményesebb szezonjában, a 2018–2019-esben az elődöntőig jutottak, Haugsted 56 gólt ért el. Utolsó Viborgnál töltött szezonjában bejutott az Európa-liga döntőjébe, ahol az SG BBM Bietigheim ellen szenvedtek vereséget. Néhány nappal később a dán bajnoki elődöntőben súlyos vállsérülést szenvedett.
2022 nyarától a Győri Audi ETO KC játékosa. Két szezont töltött a Rába-paerton, a 2023-2024-es idényben Bajnokok Ligáját nyert a Győrrel. 2024 nyarán a Team Esbjerg csapatához igazolt.
A dán válogatottban 2014 novemberében mutatkozott be, világversenyen először a 2016-os Európa-bajnokságon vett részt. A 2020-as Európa-bajnokságon negyedik helyezett lett, és a torna legjobb védőjátékosának választották. A 2021-es világbajnokságon bronzérmet nyert.

## Sikerei, díjai
- Világbajnokság
  - bronzérmes: 2021, 2023
- 2020-as Európa-bajnokság legjobb védőjátékosa
- Bajnokok Ligája
  - Győztes: 2024
  - Bronzérmes: 2023
- Magyar bajnokság
  - Aranyérmes: 2023
- Magyar Kupa
  - Ezüstérmes: 2023, 2024